# Глиннівська сільська рада
Гли́ннівська сільська́ ра́да — колишній орган місцевого самоврядування в Рокитнівському районі Рівненської області. Адміністративний центр — село Глинне.

## Загальні відомості
- Глиннівська сільська рада утворена в 1940 році.
- Територія ради: 224,284 км²
- Населення ради: 5 102 особи (станом на 2001 рік)
- Територією ради протікає річка Ствига.

## Населені пункти
Сільській раді були підпорядковані населені пункти:
- с. Глинне
- с. Дубно
- с. Познань
- с. Хміль

## Склад ради
Рада складалася з 32 депутатів та голови.
- Голова ради: Карповець Юрій Петрович

### Керівний склад попередніх скликань
| Прізвище, ім'я, по батькові | Основні відомості                                                                                          | Дата обрання | Дата звільнення |
| --------------------------- | --- | ------------ | --------------- |
| Карповець Юрій Петрович     | Сільський голова, 1971 року народження, освіта вища, член Соціал-демократичної партії України (об'єднаної) | 26.03.2006   | 31.10.2010      |
| Карповець Юрій Петрович     | Сільський голова, 1971 року народження, освіта вища, безпартійний                                          | 31.10.2010   |                 |

Примітка: таблиця складена за даними сайту Верховної Ради України